# 大卡季格羅比夫卡
49°43′25″N 35°39′14″E / 49.72361°N 35.65389°E
大卡迪赫羅比夫卡（烏克蘭語：Велика Кадигробівка）是位於烏克蘭東部的村莊，由哈爾科夫州博霍杜希夫區的瓦爾基市鎮負責管轄。該村始建於1830年，面積4.07平方公里，海拔高度175米，2001年人口30，人口密度每平方公里7.37人。